# Kfar Chouba
Kfar Chouba är en ort i Libanon. Den ligger i den södra delen av landet, 60 kilometer söder om huvudstaden Beirut. Kfar Chouba ligger 1 126 meter över havet och antalet invånare är 1 000.
Terrängen runt Kfar Chouba är kuperad åt nordväst, men åt sydost är den bergig. Terrängen runt Kfar Chouba sluttar västerut. Närmaste större samhälle är Hâsbaïya, 7,8 kilometer norr om Kfar Chouba. 
Trakten runt Kfar Chouba består till största delen av jordbruksmark. Runt Kfar Chouba är det ganska glesbefolkat, med 24 invånare per kvadratkilometer.